# 曼尼·帕奎奥
伊曼纽尔·達皮德蘭·帕奎奥（英語：Emmanuel Dapidran Pacquiao，本地發音：[pɐkˈjaʊ]；1978年12月17日—），暱稱曼尼·帕奎奥（英語：Manny Pacquiao），出生于棉兰老岛的布基农省，菲律宾政治家及前職業拳擊運動員，曾奪得8个不同級別的世界拳王金腰帶，是世界拳擊史上唯一一位奪得過8個不同量級冠軍的世界拳王，被国际拳击组织和《拳台》雜誌譽為輕沉量級拳王，堪稱「菲律賓拳擊傳奇」。他現為菲律賓參議員。
帕奎奧與50戰全勝、橫跨5個量級的世界拳王弗洛伊德·梅威瑟世紀對決在2015年5月2日登場，兩人在3月11日共同出席了宣傳記者會。結果，兩人的對決中，梅威瑟憑點數勝出。
2016年帕奎奧一度宣布引退。2017年7月2日在位于澳大利亚布里斯班举行的WBO次中量级世界拳王争霸赛中不敌澳大利亚选手霍恩。
2018年7月15日，在马来西亚吉隆坡的Axiata体育馆举办的WBA次中量级拳王争霸赛中，帕奎奥在7回合TKO战胜了现任拳王卢卡斯-马特西，重新拿回了拳王金腰带。
2021年9月19日，他在執政黨「民主人民力量黨」（PDP-Laban）舉行的全國大會上，正式接受其支持派系提名，宣布競逐2022年菲律賓總統之位。同月29日，他在其Facebook專頁中，發布一段長達14分鐘的影片，正式宣告從拳壇退休，結束長達26年的職業拳擊生涯，以62勝8敗2和（39KO終結）的成績引退。

## 拳擊生涯
1978年12月17日，曼尼·帕奎奥出生於布基農省的一個農民家庭中，並在三投斯將軍市成長，他是在六個兄弟姐妹中排第四。在他六年級時，他的父母因為父親有外遇而離異了。他在將軍市完成了小學教育，但後來因為貧窮而從高中輟學了。
根據他的自述，他自小受到李小龍和拳王阿里影響，所以對搏擊運動感興趣。但若說真正接觸拳擊運動，則要等到12歲那年舅舅 Sardo Mejia 的介紹。在1990年時，當他跟舅舅一起觀看拳王泰森擊敗 James Douglas 的比賽時，他深受啟發，有一種「永遠改變了生活」的感覺。
在那天之後，舅舅便開始在臨時的家庭健身房裡跟他進行拳擊訓練。經過6個月的訓練後，他開始在公園裡打拳，之後更前往其他城市與其他高手進行比賽。15歲時，他已經被認定為是菲律賓南部最好的少年拳擊手，並曾加入少年國家隊受訓，據說他的業餘戰績為60勝4負。
到了1995年時，他因為拳擊好友 Eugene Barutag 的離世，而決心投身職業拳擊，自此便展開了他的傳奇拳擊生涯。
身高166厘米，臂展170厘米的曼尼·帕奎奥於1995年投身職業拳擊，戰績62勝7敗2和，39次擊倒對手獲勝。他最早於1998年贏得WBC Flyweight（112磅）世界冠軍，其後他先後奪得Super Bantamweight（122磅）、Featherweight（126磅）、Super featherweight（130磅）、Lightweight（135磅）、Junior welterweight（140磅）、Welterweight（147磅）及Super Welterweight（154磅）等八個級別的世界冠軍頭銜。

## 政治生涯
帕奎奧於2007年在南哥打巴托省第1選區參選眾議員，落選。2010年改在妻子的故鄉薩蘭加尼省參選，順利當選。2013年連任。但他在擔任眾議員的同時未停止拳擊事業，開會出席率極低，2014年全年只出席會議4日，遭到輿論批評。
2016年帕奎奧改競選參議員，順利當選。
2021年9月，他宣佈參選2022年菲律賓總統選舉，最終以366萬票，6.81%的得票率落選。